# 接客販売技能士
接客販売技能士（せっきゃくはんばいぎのうし）とは、国家資格である技能検定制度の一種で、職業能力開発促進法第47条第1項による指定試験機関（一般社団法人日本百貨店協会）が実施する、接客販売に関する学科及び実技試験に合格した者をいう。

## 概要
2003年にスタートした百貨店業界共通の販売資格「百貨店プロセールス資格」が2017年に技能検定制度の職種として追加される。
受検科目は婦人服、紳士服のフィッティングに関しての専門的知識と技術を評価する「レディスファッション販売」「メンズファッション販売」、冠婚葬祭や年中行事に関する知識を持ち、贈り物の用途や目的に応じて適切なアドバイスを行なう能力を評価する「ギフト販売」の3つの作業があり、それぞれ1級、2級、3級の等級がある。
試験に合格すると作業や等級に応じ、「接客販売技能士」の称号が付与される。

## 受験資格
- 1級：2級取得後の販売経験が1年以上、または販売経験5年以上の実務経験を有する者。
- 2級：3級を保有している、または販売経験2年以上の実務経験を有する者。
- 3級：無し。